# Panjas
Panjas is een gemeente in het Franse departement Gers (regio Occitanie) en telt 379 inwoners (2005). De plaats maakt deel uit van het arrondissement Condom.

## Geografie
De oppervlakte van Panjas bedraagt 20,3 km², de bevolkingsdichtheid is 18,7 inwoners per km².
De onderstaande kaart toont de ligging van Panjas met de belangrijkste infrastructuur en aangrenzende gemeenten.

## Demografie
Onderstaande figuur toont het verloop van het inwonertal (bron: INSEE-tellingen).